# هنري هاريسون ووكر
هنري هاريسون ووكر (بالإنجليزية: Henry Harrison Walker)‏ هو ضابط أمريكي، ولد في 15 أكتوبر 1832 في مقاطعة سوسيكس في الولايات المتحدة، وتوفي في 22 مارس 1912 في موريستاون في الولايات المتحدة.